# Rue d'Arras (Paris)
Pour les articles homonymes, voir Rue d'Arras.
La rue d'Arras est une voie située dans le quartier Saint-Victor du 5e arrondissement de Paris.

## Situation et accès
La rue d'Arras est une voie publique située dans le 5e arrondissement de Paris. Elle commence 7, rue des Écoles et finit 27, rue Monge.
Elle est desservie à proximité par la ligne de métro 10 à la station Cardinal Lemoine.

## Origine du nom
Elle tient son nom du collège d'Arras, qui fut construit en 1332 à son niveau actuel, après son transfert de la rue Chartière.

## Historique

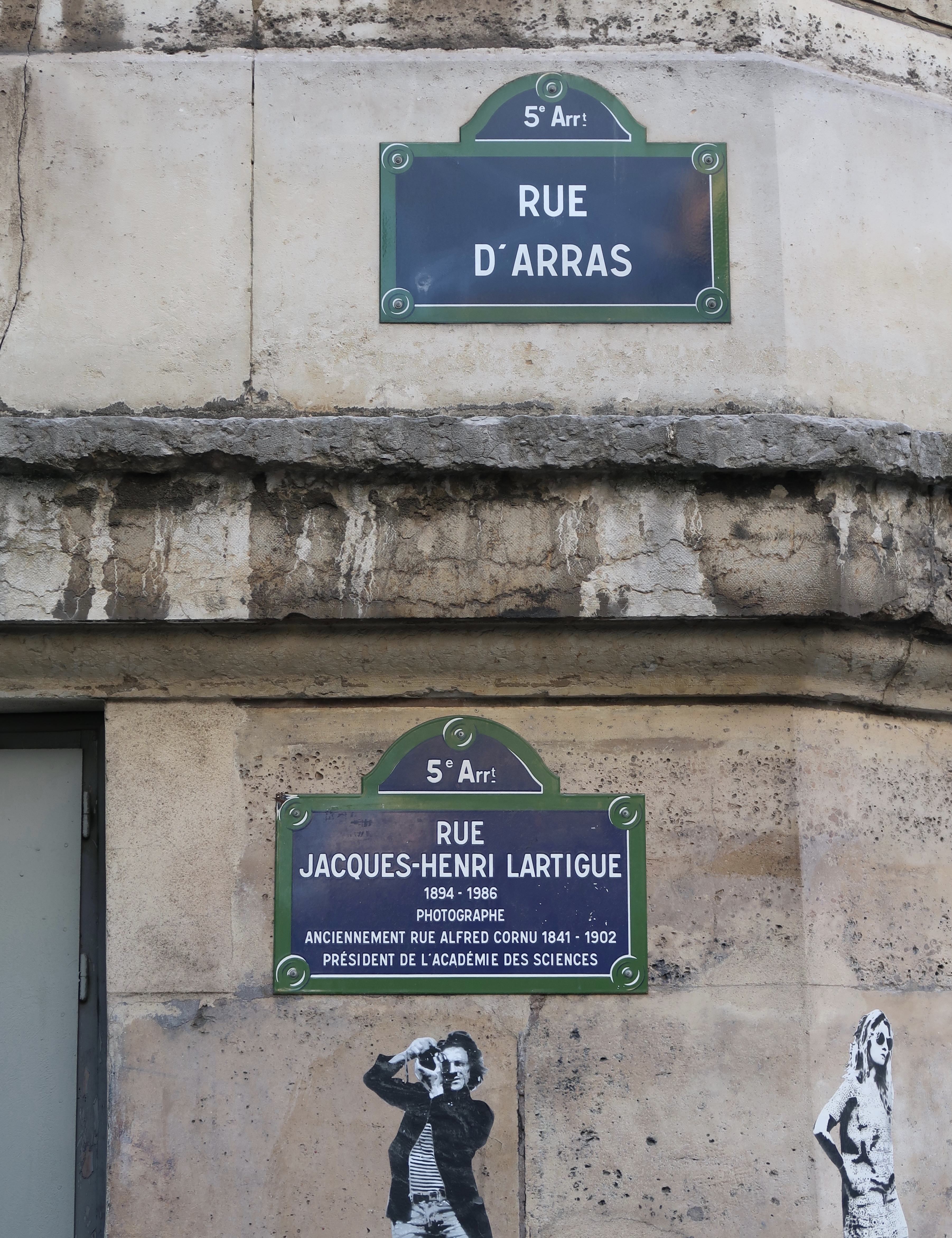
Plaques de l'ancienne partie haute de la voie.

La rue est ouverte à l'époque de la construction de l'enceinte de Philippe Auguste, qu'elle longeait. Elle est alors nommée « rue des Murs ».
Après la construction du collège d'Arras, vers 1332, elle est appelée par corruption « rue Dras » ou « rue du Ras ».
Au XIVe siècle, la totalité de la rue appartient au chapitre de Notre-Dame de Paris. Au XVIe siècle, elle prend temporairement le nom de « rue du Puits », puis de « rue du Champ Gaillard », en raison de réunions de « femmes débauchées » et de lieu de prostitution.
Durant la Commune de Paris (1870), un Comité des femmes se forme au no 3.
En 1995, avec la restructuration de l'îlot d'Arras, du ministère de l'Enseignement supérieur et de la Recherche et de l'Institut Auguste-Comte, la partie de la rue située au-delà de la rue Monge et se finissant en impasse est intégrée à l'ancienne voie N/5 et dénommée « rue Jacques-Henri-Lartigue ».

## Bâtiments remarquables et lieux de mémoire
- Enceinte de Philippe Auguste aux nos 9-11.
- Les locaux de l'ancienne École polytechnique aux nos 12-14.
- L’angle sud-ouest de la rue avec la rue Monge occupe l’emplacement du cimetière de l’église Saint-Nicolas-du-Chardonnet. Madame de Miramion y fut inhumée[5].